# آورو ۷۲۰
آورو ۷۲۰ (به انگلیسی: Avro 720) یک هواپیمای ساختِ کارخانهٔ آورو در کشور بریتانیا است.